# Грёбер, Конрад
Конрад Грёбер (нем. Conrad Gröber; 1 апреля 1872, Мескирх — 5 апреля 1948, Фрайбург) — немецкий прелат. Епископ Майсена (1931—1932), архиепископ Фрайбурга (1932—1948). С зимнего семестра 1891—1892 годов изучал философию и теологию в университете Фрайбурга; в 1893 году стал студентом Папского Григорианского университета в Риме, где в 1898 стал кандидатом теологии; являлся капелланом церкви Святого Стефана в Карлсруэ. Как сотрудничал с властями нацистской Германии, так и противодействовал им.

## Биография
Конрад Грёбер родился 1 апреля 1872 года в Мескирхе в семье мастера-плотника Алоиза Грёбера и его жены Мартины; вырос во времена Культуркампфа. Конрад сначала учился в гимназии Донауэшингена, а затем — в Констанце. С зимнего семестра 1891—1892 годов он изучал философию и теологию во Фрайбургском университете, а в 1893 году — стал студентом Папского Григорианского университета в Риме, где пять лет спустя защитил диссертацию по теологии.
15 августа 1897 года Грёбер был рукоположен в дьяконы, а 28 октября — в священники. После недолгого пребывания викарием в Эттенхайме, он два года проработал капелланом в церкви Святого Стефана в Карлсруэ. С 1899 по 1902 год являлся ректором конвикта; в 1905 году принял приход Троицкой церкви в Констанце, а с 1922 года возглавил местный собор. Грёбер являлся и активным публицистом: в качестве члена Партия Центра он участвовал в переговорах, закончившихся принятием компромисса о школьном образовании в Веймарской республике (1919); получил в те годы широкую известность. В 1931 году он был назначен папой Пием XI епископом Мейсенским; уже в 1932 году он стал архиепископом Фрайбурга.
В первые два года после прихода к власти в Германии национал-социалистов, сотрудничал с новым режимом — за что получил прозвище «коричневый Конрад». В Страстную пятницу 1941 года он произнес проповедь, «словарный запас которой был близок к антисемитскому словарю нацистского руководства». В пастырском слове от 8 мая 1945 года заявил, что нельзя было поддаваться крайнему антисемитизму: политика Холокоста был неверна, поскольку подтолкнула евреев к оборонительной позиции — которая сделала их «более опасными для государства, чем крупнейшая вражеская армия». С другой стороны, он — в отличие от многих своих коллег-епископов — открыто протестовал как против бойкота евреев, так и против убийства душевнобольных (см. Программа Т-4).
После войны Конрад Грёбер являлся важным советников французской оккупационной администрации; скончался 14 февраля 1948 года во Фрайбурге-им-Брайсгау.

## Работы
- Geschichte des Jesuitenkollegs und -Gymnasiums in Konstanz, 1904
- Der Altkatholizismus in Meßkirch, 1912
- Das Konstanzer Münster. Seine Geschichte und Beschreibung, 1914
- Die Mutter. Wege, Kraftquelle und Ziele christlicher Mutterschaft, 1922
- Reichenauer Kunst, 1924
- Heinrich Ignaz Freiherr von Wessenberg. In: Freiburger Diözesan Archiv, 55, 1927 und 56, 1928
- Christus Pastor. Bildnisse des guten Hirten, 1931
- Kirche und Künstler, 1932
- Nationalkirche? Ein aufklärendes Wort zur Wahrung des konfessionellen Friedens, Herder, Freiburg 1934
- Kirche, Vaterland und Vaterlandsliebe. Zeitgemäße Erwägungen und Erwiderungen, Herder, Freiburg 1935
- Handbuch der religiösen Gegenwartsfragen, Herder, Freiburg 1937[12]
- Die Reichenau. 1938
- Der Mystiker Heinrich Seuse. Die Geschichte seines Lebens. Die Entstehung und Echtheit seiner Werke, 1941
- Das Leiden unseres Herrn Jesus Christus im Lichte der vier heiligen Evangelien und der neuesten Zeitgeschichte, 1946
- Aus meinem römischen Tagebuch, 1947

## Память
В июле 1961 года в память о Конраде Грёбере в доме его рождения на главной улице в Мескирхе была открыта мемориальная доска. По случаю 700-летия его родного города, 22 июля 1961 года в его честь был также открыт барельеф, являвшийся пожертвованием от местного католического прихода. В конце 1970-х годов в бывшем здании больницы в Мескирхе был открыт дом престарелых под названием «Конрад-Грёбер-Хаус». Улицы в Мескирхе, Констанце и Фрайбурге носят имя Грёбера.